# オンタリオ湖 (タイタン)

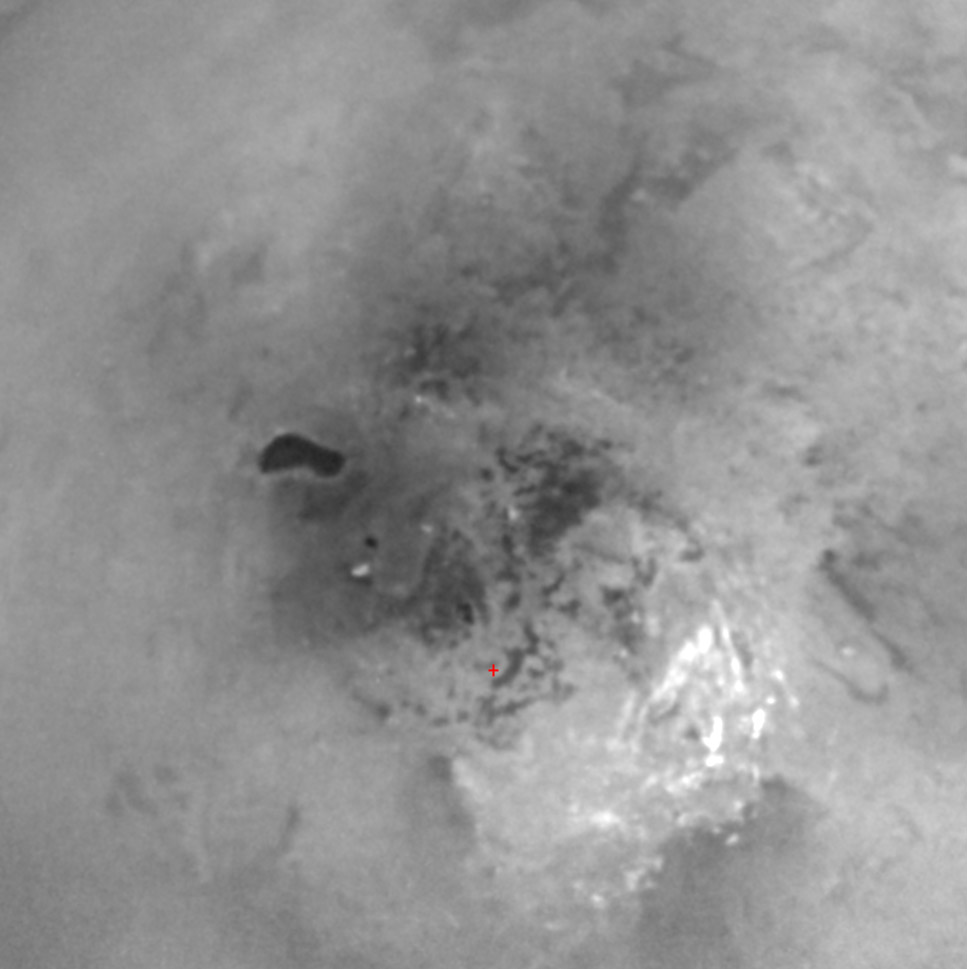
タイタンの南極の赤外線画像、中央左側に位置するオンタリオ湖

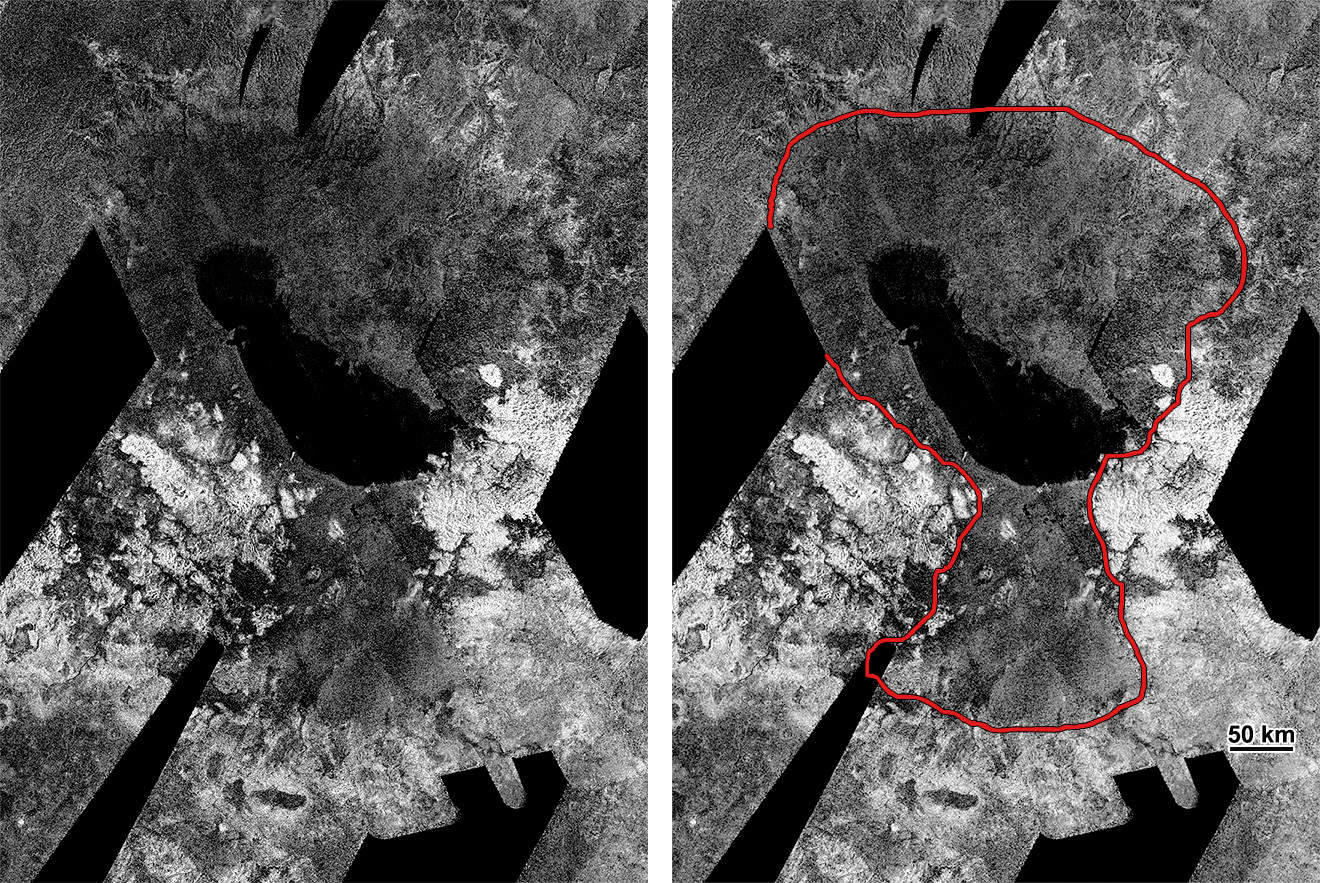
タイタンの南極地域のレーダー画像。オンタリオ湖の元海岸線を推定した

オンタリオ湖（オンタリオこ、英: Ontario Lacus）は、土星の衛星タイタンの南極にある湖の地名である。
オンタリオ湖は、2008年にカッシーニによって発見された。直径約235km、表面積は約15,000km²で、地球のオンタリオ湖のほぼ80%。
主成分は液体炭化水素、平均水深は0.4–3.2m 、最大水深は2.9–7.4m。
カッシーニの観測中に、大きな海岸線の後退が観測された。